# 贝尼法利姆
贝尼法利姆，是西班牙巴伦西亚自治区阿利坎特省的一个市镇。总面积14km2，总人口155人（2001年），人口密度11人/km2。